# Hardy Cross
Hardy Cross (Nansemond County, 10 de fevereiro de 1885 — Virginia Beach, 11 de fevereiro de 1959) foi um engenheiro estrutural estadunidense.
Desenvolveu o método da distribuição de momentos para o cálculo estrutural de edificações de grande porte. O método foi de uso geral de ca. 1935 a ca. 1960, quando foi gradativamente suplantado por outros métodos. O método possibilitou o projeto eficiente e seguro de diversas estruturas de concreto armado.
Bachelor of Science (BS) em engenharia civil pelo Instituto de Tecnologia de Massachusetts em 1908, em seguida integrou o departamento de pontes do Missouri Pacific Railroad em St. Louis (Missouri), onde permaneceu um ano, retornando então à Norfolk Academy em 1909. Após um ano de estudos de pós-graduação na Universidade Harvard obteve o grau acadêmico de MCE em 1911. O método da distribuição de momentos foi desenvolvido durante sua passagem pela Universidade Harvard.